# Seiko Yamanaka
Seiko Yamanaka (født 22. januar 1989) er en tidligere japansk fodboldspiller.
Han har spillet for flere forskellige klubber i sin karriere, herunder JEF United Chiba og Fagiano Okayama.